# TJ Sokol Březová nad Svitavou
TJ Sokol Březová nad Svitavou je český fotbalový klub z města Březová nad Svitavou v Pardubickém kraji. Působí v I.B třídě Pardubického kraje (7. nejvyšší soutěž). Klubovými barvami jsou černá a bílá. Klub byl založen v roce 1933. 

## Umístění A mužstva v jednotlivých sezonách

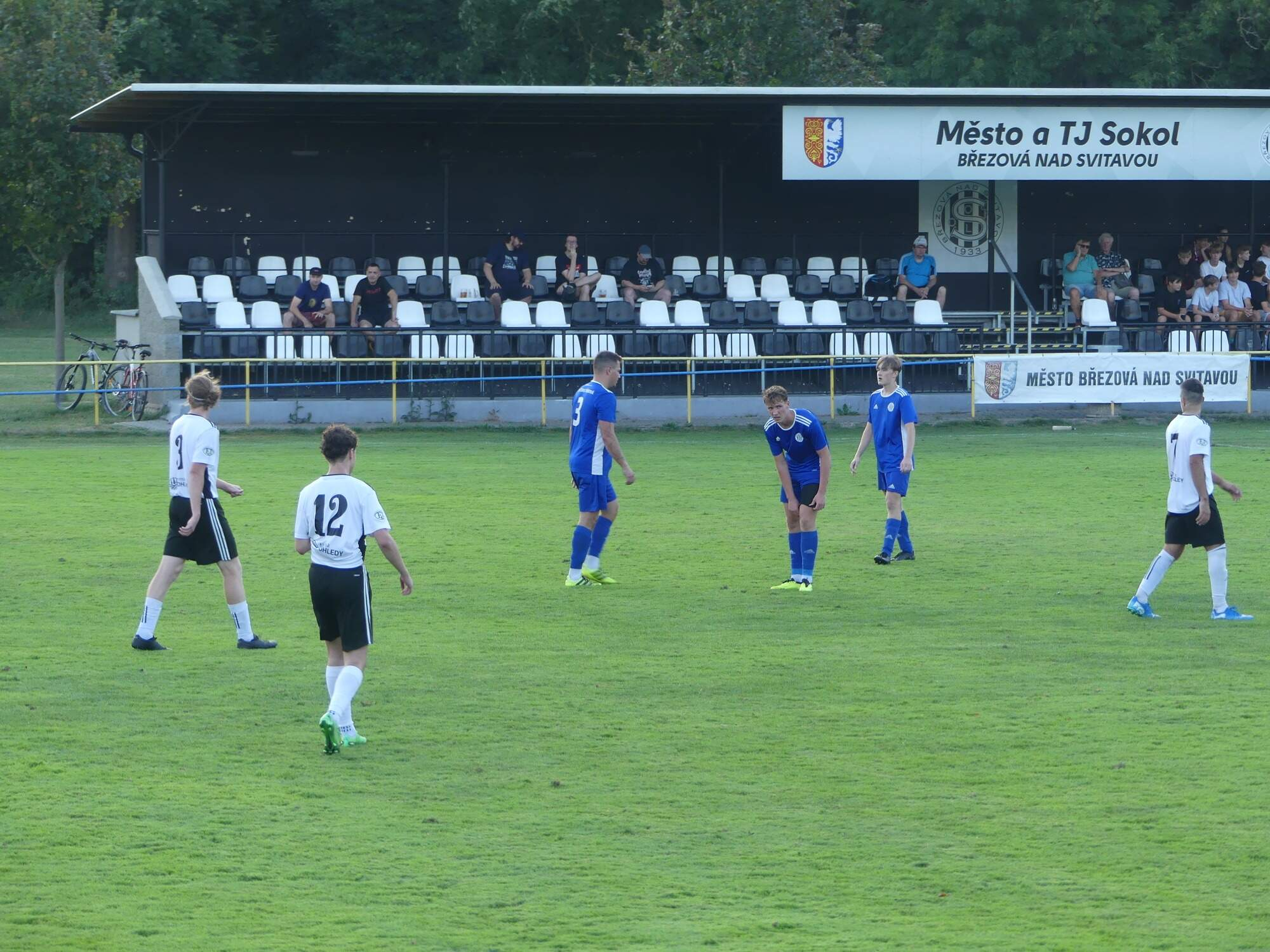
Zápas Březová nad Svitavou vs. Česká Třebová B.

## Umístění A mužstva v jednotlivých sezonách[2]
| Česko (2015 – současnost) |                               |        |    |        |
| Sezóna                    | Soutěž                        | Úroveň | B  | Pozice |
| 2015/16                   | III. třída okresu Svitavy     | 9      | 51 | 3.     |
| 2016/17                   | II. třída okresu Svitavy      | 8      | 19 | 13.    |
| 2017/18                   | III. třída okresu Svitavy     | 9      | 61 | 1.     |
| 2018/19                   | II. třída okresu Svitavy      | 8      | 56 | 1.     |
| ** 2019/20                | I. B třída Pardubického kraje | 7      | 14 | 11.    |
| ** 2020/21                | I. B třída Pardubického kraje | 7      | 19 | 5.     |
| 2021/22                   | I. B třída Pardubického kraje | 7      | 31 | 9.     |
| 2022/23                   | I. B třída Pardubického kraje | 7      | 28 | 12.    |
| 2023/24                   | I. B třída Pardubického kraje | 7      | 37 | 7.     |

**= sezona předčasně ukončena z důvodu pandemie covidu-19